# Maison de la Dîme (Aigle)
Pour les articles homonymes, voir Maison de la Dîme.
La Maison de la Dîme est un bâtiment vaudois situé sur le territoire de la commune d'Aigle en Suisse.

## Histoire
La Maison de la Dîme a été construite en 1587 sur les ruines d'une tour construite par les comtes de Savoie au sommet de la colline de la Blonaire. Une seconde tour toute proche, propriété des chevaliers d'Aigle, sera également transformée pendant la même période pour devenir le château d'Aigle. La maison servira alors de grange au château.

## Affectation actuelle
La Maison de la Dîme abrite au rez-de-chaussée le restaurant la "Pinte du Paradis" et à l'étage, la salle des Excellences, salle pour réceptions, banquets et séminaires. 
Le bâtiment est inscrit comme bien culturel suisse d'importance nationale.